# أوبري هامبتون
أوبري هامبتون (بالإنجليزية: Aubrey Hampton)‏ هو عالم كيمياء حيوية أمريكي، ولد في 23 أكتوبر 1934، وتوفي في 9 مايو 2011.